# Sporting Clube de Mêda

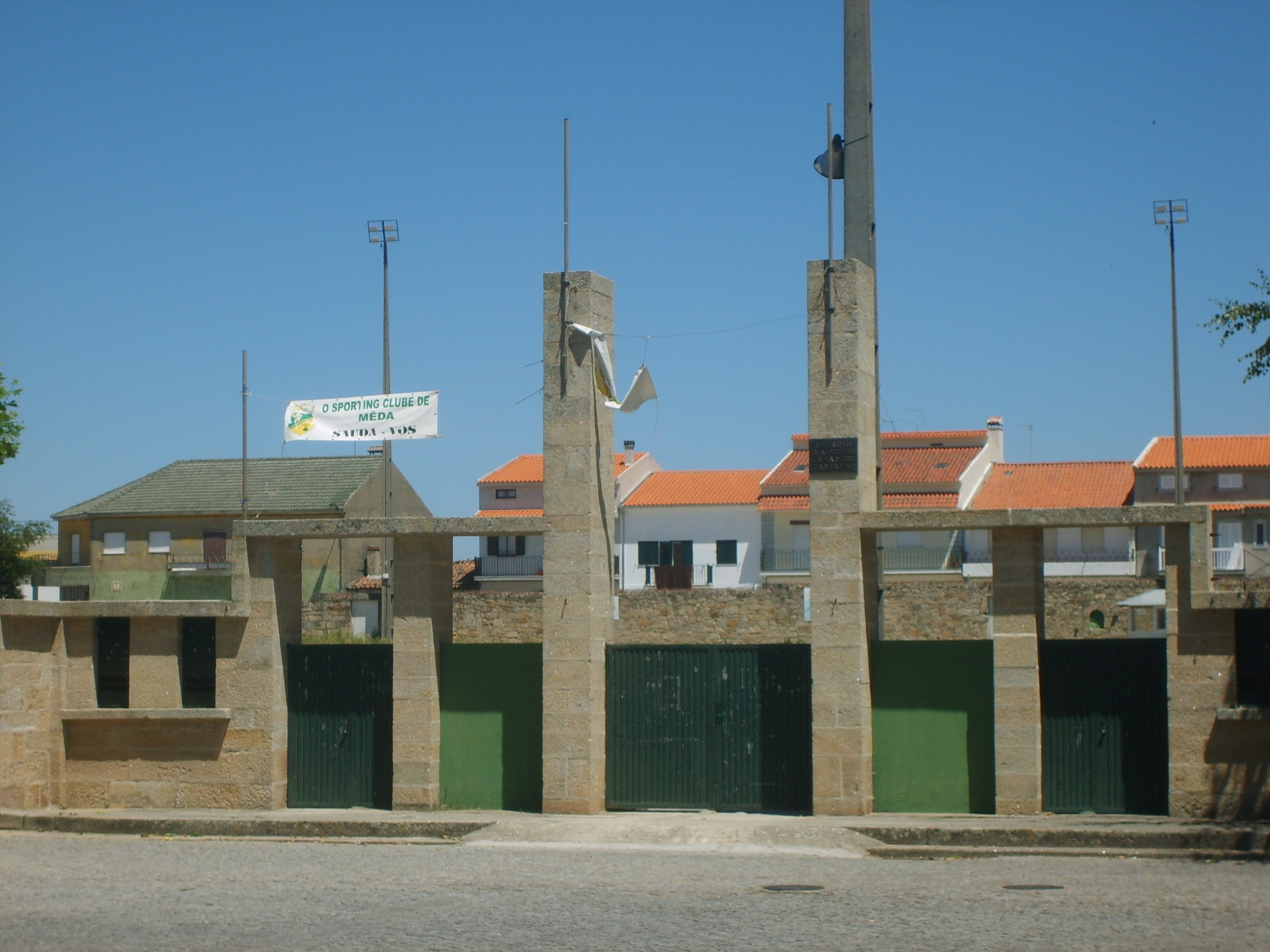
Estadio Dr. Augusto César de Carvalho

El SC Mêda es un equipo de fútbol de Portugal que juega en la Serie A de la Primera División de la AF Guarda, en la cuarta división de fútbol en el país.

## Historia
Fue fundado en el año 1946 en la ciudad de Mêda en el distrito de Guarda está afiliado a la Asociación de Fútbol de Guarda, por lo que puede participar en los torneos que organiza la asociación.
En su historia han estado principalmente en las ligas distritales, ya que fue hasta el año 2009 que jugó por primera vez a nivel nacional cuando logró el ascenso a la Tercera División de Portugal, la desaparecida cuarta división nacional, en donde permaneció por solo una temporada.
Dos años después regresa a la cuarta categoría para volver a descender en un año, permaneciendo en las ligas distritales hasta que en la temporada 2017/18 logra el ascenso al Campeonato de Portugal, jugando por primera vez en la tercera división nacional.

## Palmarés
- Liga Regional de Guarda: 3

2008/09, 2010/11, 2017/18